# Kélé (Einheit)
Kélé war ein ägyptisches Volumenmaß für Flüssigkeiten.
- 1 Kélé = 2 Roubouh = 15,28 Liter
- 2 Kélé = 1 Ouebeh
- ½ Kélé = 2 Malouah = 1 Roabouh
- 12 Kélé = 6 Ouebeh = 1 Ardeb ≈ 183,475 Liter (rechn. 183,36 Liter)